# Jean-Jacques Uhrich
Jean-Jacques Alexis Uhrich (Phalsbourg, Mosela, 15 de febrero de 1802 - París, 9 de octubre de 1886) fue un general de división francés.
Fue gobernador militar de la villa de Estrasburgo en 1870, y es el tío abuelo de Maurice Gamelin (1872-1958).

## Biografía

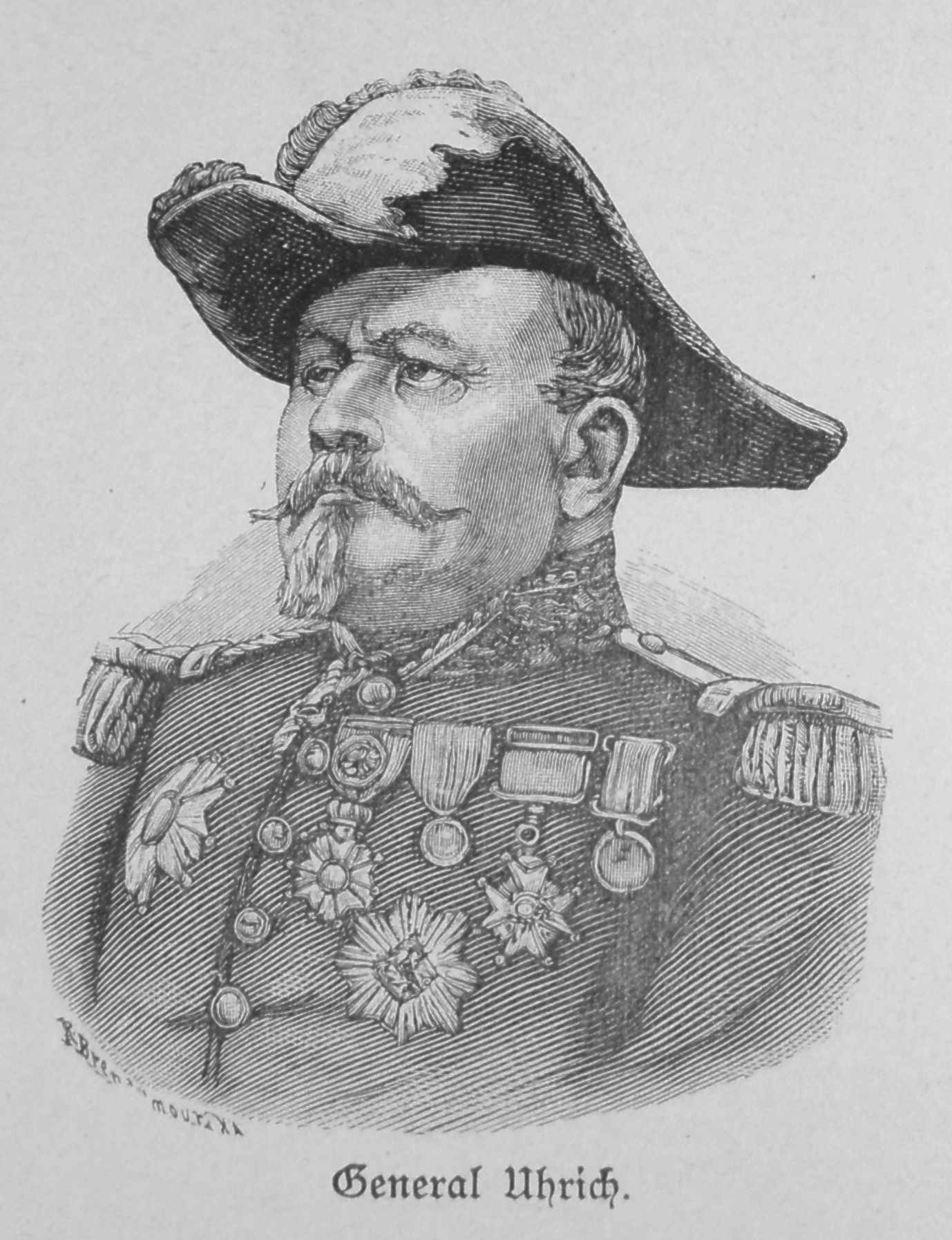
General Uhrich

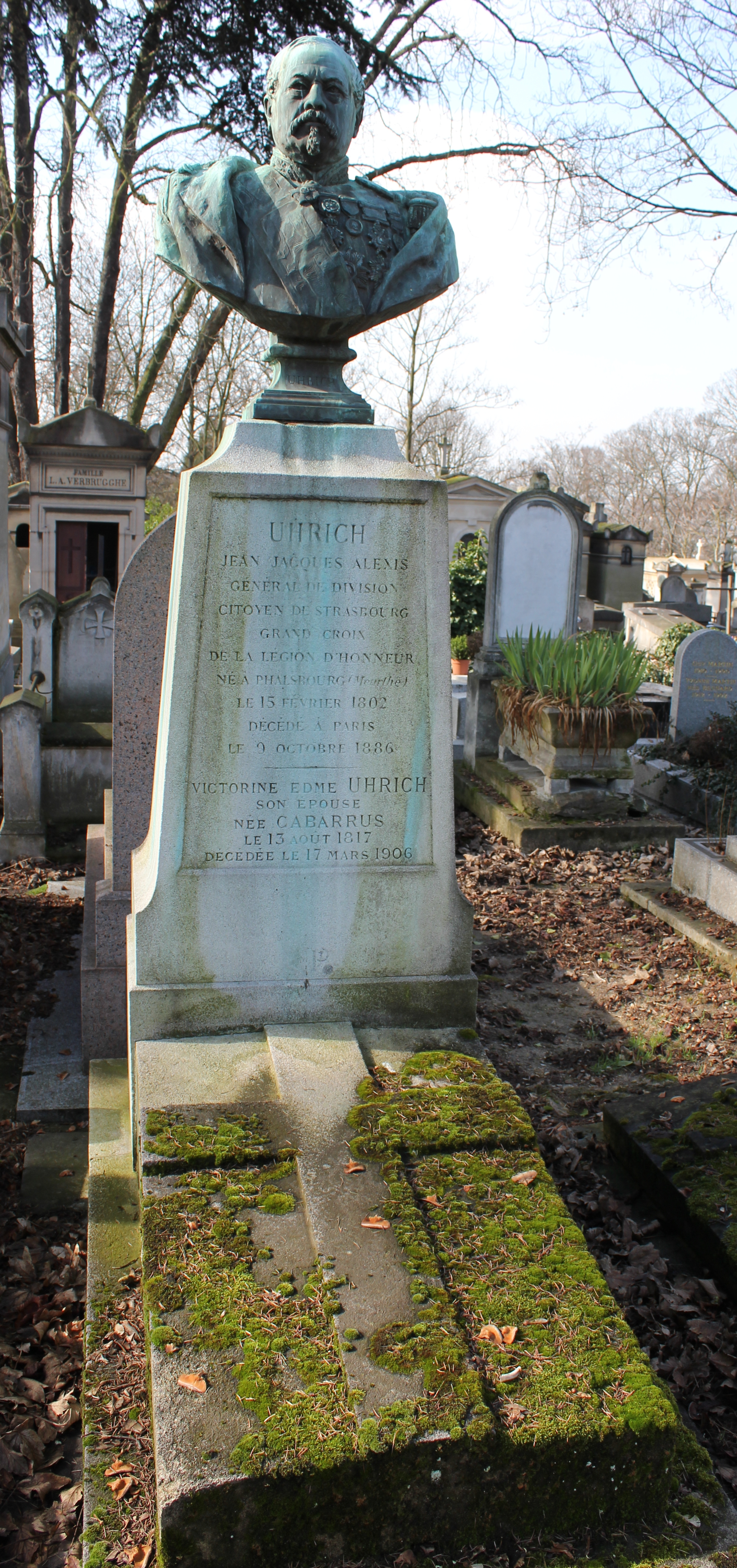
Tumba de Jean-Jacques Uhrich en París en el cementerio del Père-Lachaise. Busto por Augustin Courtet.

Jean-Jacques Uhrich pertenecía a la primera promoción de la Escuela de Saint-Cyr (1818-1820), en la que figuraban notoriamente Roch Pâris de Bollardière (1803-1866), bisabuelo de Jacques Pâris de Bollardière, el periodista y escritor Armand Carrel (1800-1836, fallecido en un duelo) o Prudent de Chasseloup-Laubat (1802-1863).
Sale de la Escuela para ingresar en la infantería y en 1848 es coronel del 3º Regimiento de infantería ligera.
Fue consejero general del cantón de Phalsbourg hasta 1871.
Comandó una división del 5º Cuerpo de Ejército durante la campaña de Italia de 1859. 
Es llamado al servicio durante la guerra franco-prusiana de 1870 como gobernador militar de Estrasburgo y comandante de la 6ª División. El general Uhrich decidió rendir la villa el 28 de septiembre de 1870 para evitar el saqueo por los prusianos. Esta capitulación le será vivamente reprochada.
El general Uhrich está enterrado en París en el cementerio del Père-Lachaise.

## Descendencia
Su sobrina Pauline, hija de su hermano Gustave, intendente general del ejército, se casó con Auguste Gamelin (1837-1921), padre de Maurice Gamelin (1872-1958), que comandó el Ejército francés durante la guerra falsa (1939-1940).

## Homenajes
En París, la avenida del General Uhrich recuerda brevemente su acción (1870-1872), antes de ser rebautizada avenida du Bois-de-Boulogne. Esta avenida es la actual avenida Foch.
En Nantes, la calle de la Bourse fue bautizada «quai Uhrich» el 4 de octubre de 1870. Todavía tenía ese nombre en 1906, y desde entonces recuperó el nombre de «calle de la Bourse».
En Illkirch-Graffenstaden, uno de los fuertes de la plaza fortificada de Estrasburgo lleva su nombre desde 1918.